# Epicerynea goniosema
Epicerynea goniosema là một loài bướm đêm trong họ Noctuidae.